# Olcay Toprak
Pour les articles homonymes, voir Toprak.
Olcay Toprak, né le 15 juillet 1973, est un taekwondoïste français.
Il remporte la médaille de bronze dans la catégorie des moins de 76 kg aux Championnats d'Europe de taekwondo 1996.